# Wybory parlamentarne w Kosowie w 2017 roku
Wybory parlamentarne w Kosowie w 2017 roku – przedterminowe wybory do parlamentu Kosowa, które odbyły się 11 czerwca 2017 roku, po przegłosowaniu wotum nieufności wobec gabinetu Isy Mustafy i samorozwiązaniu parlamentu. Były to trzecie wybory parlamentarne w Kosowie od momentu proklamowania niepodległości tego kraju. Mieszkańcy Kosowa wybierali 100 ze 120 członków Zgromadzenia Kosowa. Pozostałe mandaty to miejsca zarezerwowane dla mniejszości narodowych.
W wyborach wzięło udział 779 729 osób. Frekwencja wyborcza wyniosła 41,3% uprawnionych do głosowania. Zwycięstwo odniosła koalicja PANA – złożona z partii skupionych wokół Demokratycznej Partii Kosowa, zdobywając 33,74% ważnych głosów. W porównaniu z poprzednimi wyborami partia rządząca zanotowała wzrost popularności o ok. 3%. Drugie miejsce zdobyło ugrupowanie Samookreślenie, uzyskując 27,49% ważnych głosów. Spośród 22 ugrupowań mniejszościowych startujących w wyborach największą liczbę głosów uzyskały: Lista Serbska (Srpska Lista), na którą głosowało 6,12% wyborców oraz Turecka Demokratyczna Partia Kosowa (Kosova Demokratik Türk Partisi), na którą głosowało 1,08% wyborców.
Żadne z ugrupowań startujących w wyborach nie uzyskało wystarczającej liczby mandatów, aby utworzyć samodzielnie rząd. 9 września 2017 nowy rząd koalicyjny złożony z przedstawicieli PANA, Sojuszu Nowego Kosowa i partii mniejszościowych utworzył Ramush Haradinaj – przywódca Sojuszu dla Przyszłości Kosowa, wchodzącego w skład koalicji PANA.

## Wyniki wyborów
| Partia                              | Głosy   | Procent | Mandaty (zmiana) | Mandaty (zmiana) |
| ----------------------------------- | ------- | ------- | ---------------- | ---------------- |
| Koalicja PANA                       | 245 627 | 33,74   | 39               | –15              |
| Samookreślenie                      | 200 138 | 27,49   | 32               | +16              |
| Demokratyczna Liga Kosowa           | 185 884 | 25,53   | 29               | –1               |
| Lista Serbska                       | 44 499  | 6,11    | 9                | 0                |
| Fjala                               | 7 992   | 1,1     | 0                | 0                |
| Turecka Demokratyczna Partia Kosowa | 7 852   | 1,08    | 2                | 0                |
| Koalicja Vakat                      | 6 443   | 0,89    | 2                | 0                |
| Nowa Demokratyczna Partia           | 3 652   | 0,50    | 1                | 0                |
| Pozostałe listy mniejszościowe      | 20 379  | 2,61    | 6                | 0                |